# Mellanox

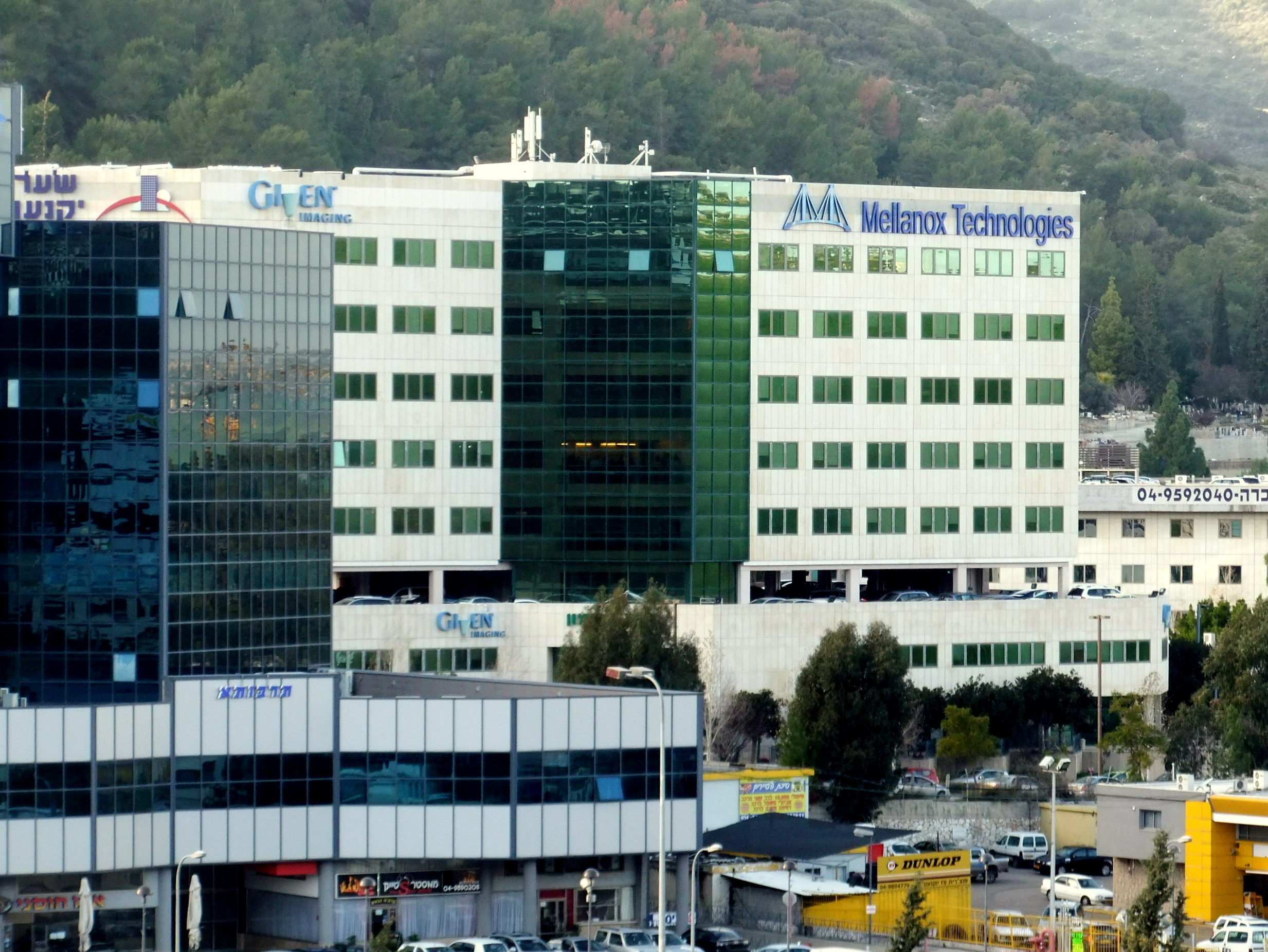
Здание Mellanox Technologies в Йокнеам-Илите.

Mellanox (Mellanox Technologies) — израильская компания, производитель телекоммуникационного оборудования, ключевой разработчик технологии InfiniBand. Основана в 1999 году, в 2019—2020 годы стала принадлежать корпорации Nvidia.
С 2011 года являлась единственным производителем оборудования для сетей InfiniBand, также выпускала высокоскоростное Ethernet-оборудование, в том числе с поддержкой технологии RoCE (RDMA в сетях Ethernet) с фокусом на суперкомпьютерные лаборатории и крупные коммерческие центры обработки данных. Линейка продукции включала сетевые адаптеры, коммутаторы, кабели, программное обеспечение, интегральные микросхемы.
Акции торговались на NASDAQ (тикер MLNX). Штаб-квартиры располагались в Саннивейле (Калифорния) и Йокнеаме (Израиль).

## История
Основана бывшими руководителями Galileo Technology (приобретённой Marvell Technology Group в октябре 2000 года за эквивалент $2,7 млрд) Eyal Waldman и Roni Ashuri. Изначально планировалось, что компания будет лишь производителем интегральных микросхем, но к 2009 году она стала поставлять полный ассортимент продуктов для организации сетей. Компания собрала более $89 млн в трёх раундах венчурного финансирования, среди инвесторов: Raza Venture Management, Sequoia Capital, US Venture Partners, Bessemer Venture Partners, Bank of America Securities, China Development Investment Bank, Gemini Israel Funds, Jerusalem Global Ventures и Walden Israel Venture Capital. Среди стратегических инвесторов: Dell, IBM, JNI, Quanta Computer, Vitesse Semiconductor и Sun Microsystems.
Акции компании были размещены на NASDAQ в 2007 году, по итогам размещения компания получила $102 млн и оценена в $0,5 млрд. С 2010 года крупным инвестором компании стала корпорация Oracle, увеличившая свою долю до примерно 10 %, Oracle заявляла, что не планирует приобретать Mellanox и лишь использует технологии InfiniBand в своих линейках Exadata и Exalogic.
В 2010 году компания приобрела своего конкурента Voltaire за $218 млн. 15 августа 2013 года Mellanox завершила поглощение изготовителя интегральных фотонных чипов Kotura за $82 млн; здания Kotura в Monterey Park (Калифорния) стали первым исследовательским центром Mellanox в США. 4 июня 2013 года поглощена компания IPtronics — производитель лазеров VCSEL, драйверов для оптических модуляторов, массивов трансимпедансных усилителей за $47,5 млн.
11 марта 2019 года было объявлено о покупке 100 % акций Mellanox компанией NVidia. Акции выкупаются по $125 за штуку, общая сумма сделки $6.9 млрд. Наряду с NVidia на поглощение Mellanox претендовали компании Microsoft, Intel и Xilinx, однако предложение Nvidia показалось акционерам Mellanox предпочтительным. Сделка завершена 27 апреля 2020 года.

## Продукция
Mellanox не обладала собственными мощностями по изготовлению микросхем, работая по бесфабричной схеме, заказывая производство на сторонних фабриках, в частности, на TSMC.
В 2010 Reuters назвала Mellanox одним из основных производителей коммутаторов для дата-центров и высокопроизводительных вычислений, а технологию InfiniBand более быстрой и масштабируемой, чем альтернативные коммуникационные технологии. Сходное мнение высказывал директор Oracle Ларри Эллисон.
Некоторые интегральные микросхемы:
- InfiniScale IV — чип коммутатора Infiniband на 36 портов QDR 4x (40 Гбит/с) или 12 портов QDR 12x (120 Гбит/с). Четвёртое поколение коммутаторов. Размер корпуса чипа 45 на 45 мм.
- SwitchX (2011) — чип многопротокольного коммутатора с 36 портами FDR 4x Infiniband (56 Гбит/с) либо 64 портами 10G/20G Ethernet (144 трансивера, каждый со скоростью до 14 Гбит/с), обрабатывающий пакеты InfiniBand, Ethernet и Fibre Channel.[20] SwitchX — пятое поколение коммутационных чипов, изготовлен по 40 нм техпроцессу с 1.4 млрд транзисторов, размер корпуса чипа 45 на 45 мм.[20] Он развивает двухпротокольную архитектуру, ранее разработанную для чипов ConnectX (90 нм).[9]
- SwitchX-2 (2012) — шестое поколение коммутаторов, до 36 портов FDR 4x Infiniband (56 Гбит/с) или 40G/56G Ethernet[23]
- SwitchIB (2014) — седьмое поколение коммутаторов, до 36 портов QDR/FDR10/FDR/EDR 4x Infiniband (40, 41, 56 и 100 Гбит/с). Размер корпуса 53×53 мм.
- SwitchIB-2 (конец 2015) — коммутатор Infiniband, 36 портов до 100 Гбит/с[24]
- Quantum — 40 портовый коммутатор 200 Гбит/с HDR InfiniBand.[25]
- Spectrum — коммутатор Ethernet, 50 и 100Gbit Ethernet, 28 нм TSMC. 32 порта 100 Гбит[26].
- Spectrum-2 (2018) — коммутатор Ethernet, 32 порта 200Gbit Ethernet, либо 64 порта 100 Гбит[14][27]

Интегральные микросхемы компании для сетевых адаптеров (HBA):
- ConnectX-2 (2009) — чип адаптера с одним или двумя портами Infiniband 4x SDR/DDR/QDR (10, 20 или 40 Гбит/с) или 10G Ethernet. Подключается по шине PCI Express 2.0 8x.[29]
- ConnectX-3 (2011) — чип сетевого адаптера на один или два порта 10G/40Gbit Ethernet или Infiniband до FDR 4x (56 Гбит/с), с поддержкой виртуализации для VMware ESXi 5.0.[4][30][31]
- ConnectX-4 (2014—2015) — чип сетевого адаптера на один или два порта 100Gbit Ethernet или Infiniband EDR 4x (100 Гбит/с)[32]. Также поддерживает все более медленные режимы Infiniband 4x. Подключается к шине PCI Express 3.0 16x.
  - ConnectX-4 Lx — чип сетевого адаптера Ethernet со скоростями 10, 25, 40, 50 Гбит. (два порта только для скоростей до 25)[26]
- ConnectX-5 (2016) — чип сетевого адаптера на один или два порта 100Gbit Ethernet или Infiniband EDR 4x (100 Гбит/с). Дополнительно имеет встроенный коммутатор PCI-express с поддержкой поколения PCI express 4.0. Также позволяет строить сети размером до 4 узлов при использовании двухпортовых карт без внешних Infiniband коммутаторов[33][34]
- ConnectX-6 (2017) — 200 Гбит/с HDR InfiniBand[35][36]
- Bluefield (2017) — интегрированный контроллер, сочетающий 2 порта 100 Гбит/с, коммутатор PCI express (суммарно x32 gen 4.0) и до 16 ядер ARM Cortex-A72, реализует NVMe-oF[37][38].

## Заказчики
Продукты Mellanox линейки InfiniBand широко применялись при создании вычислительных кластеров максимальной производительности. Значительная доля (более 40 %) суперкомпьютеров из рейтинга TOP500 использует Infiniband в качестве основной высокопроизводительной сети.
На 2011 год более четверти доходов Mellanox получала от двух крупных покупателей: Hewlett-Packard и IBM, ещё 2 % доходов обеспечивали заказы от Intel, также крупным покупателем продукции являлась корпорация Oracle (владевшая 10 % Mellanox), применявшая Infiniband-коммутаторы и сетевые адаптеры Mellanox в том числе в программно-аппаратных комплексах Exadata, Exalogic, Exalytics, Big Data Appliance (с 2019 года перешли на коммутаторы Cisco с поддержкой RoCE, продолжив использовать адаптеры Mellanox).